# Puerto Guadal
Puerto Guadal ist ein Dorf von etwa 500 Einwohnern an der Westküste des Lago General Carrera in Chile. Es gehört zur Gemeinde Chile Chico in der Región de Aisén, die sich im chilenischen Teil Nord-Patagoniens befindet.
Die Einwohner von Puerto Guadal leben vorwiegend von der Landwirtschaft und vom Tourismus. Es gibt verschiedene Attraktionen in der Umgebung des Dorfes, die aufgrund der Lage an der Carretera Austral leicht zu erreichen sind. Dazu gehören eine verlassene Kupfermine, ein Wasserfall und Marmorhöhlen.
Koordinaten: 46° 51′ S, 72° 42′ W